# Diathraustodes
Diathraustodes é um gênero de mariposa pertencente à família Crambidae.